# Enese
Enese è un comune di 1 742 abitanti situato nella contea di Győr-Moson-Sopron, nell'Ungheria nordoccidentale.
Nel 1526 la città di Enese fu proprietà del conte György Cseszneky e, durante il XVI secolo e il XVII secolo, fu dimora delle famiglie nobili Cseszneky e Enessey.